# Trasmiras
Trasmiras – gmina w Hiszpanii, w prowincji Ourense, w Galicji, o powierzchni 56,74 km². W 2011 roku gmina liczyła 1534 mieszkańców.